# وارم‌ول
وارم‌ول (به انگلیسی: Warmwell) یک روستا و محله مدنی در بریتانیا است که در West Dorset واقع شده‌است. وارم‌ول ۸۰ نفر جمعیت دارد.